# Wassersportzentrum Hamburg-Allermöhe
Das Wassersportzentrum Hamburg-Allermöhe ist eine in den Zusammenfluss von Dove Elbe und Gose Elbe gebaute Anlage für den Ruder- und Kanusport in Hamburg. Sie verfügt über eine 2.000 Meter lange Regattastrecke, die für internationale Wettbewerbe geeignet ist.
Am Rande der Regattastrecke liegt am Allermöher Deich 34 das Landesleistungszentrum Rudern und Kanurennsport, das dem Olympiastützpunkt Hamburg-Kiel zugeordnet ist.
Die Strecke war bereits mehrfach Austragungsort von Deutschen Meisterschaften im Rudern, Kanurennsport und Kanupolo. Auch wurde hier 1999 der Nations Cup, die damals noch inoffiziellen U23-Weltmeisterschaften der Ruderer, ausgetragen. Für das Jahr 2011 haben sich die Ruderer erfolgreich um eine Weltcup-Regatta beworben.
Die Strecke war im Rahmen der Bewerbung Hamburgs um die Olympischen Sommerspiele 2012 als Austragungsort der Ruder- und Kanuwettbewerbe im Gespräch.

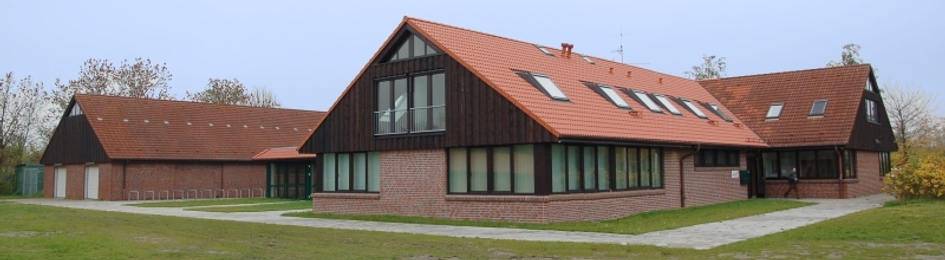
Landesleistungszentrum mit neuem Hauptgebäude 2009

## Lage
Die Regattastrecke liegt rund 10 km südöstlich der Hamburger Innenstadt in den Vier- und Marschlanden im Hamburger Bezirk Bergedorf in den Stadtteilen Allermöhe, Tatenberg und Reitbrook. Mit dem Bau der Anlage ab Ende der 1960er Jahre wurde der weitgehend naturnahe Zusammenfluss von Gose Elbe und Dove Elbe großflächig umgestaltet. Mitte der 1980er Jahre wurde ein Landesleistungszentrum (LLZ) für Rudern und Kanurennsport errichtet. Das LLZ bestand zu Beginn aus Bootshalle und Hauptgebäude mit Umkleideräumen und Büros für die Ruder- und Kanuverbände. Die Gebäude wurden im Laufe der Zeit erheblich erweitert.

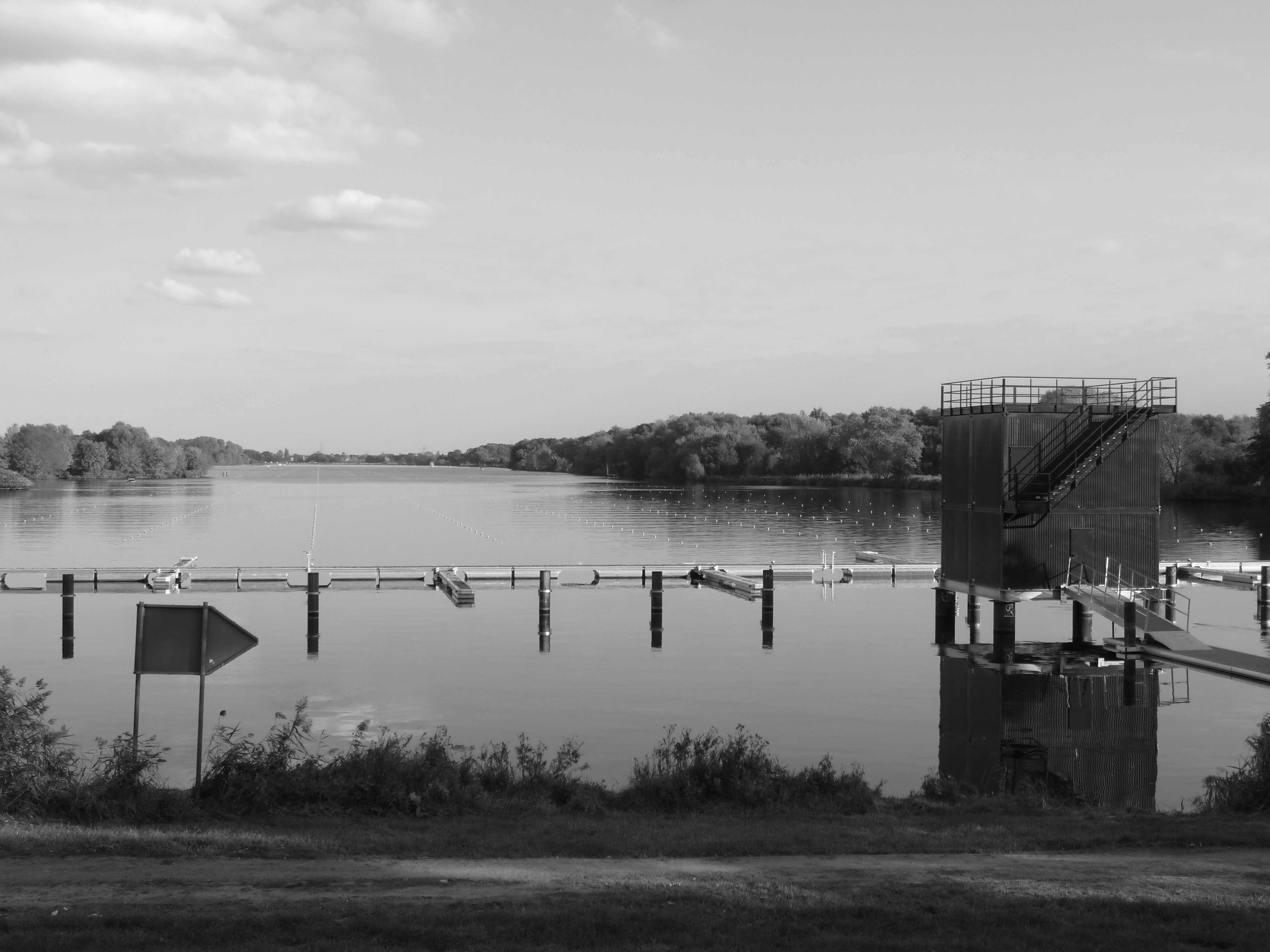
Blick vom Startbereich über die Regattastrecke.

Die Bahnanlage wurde Anfang der 1980er Jahre so eingerichtet, dass sowohl 6 Ruderbahnen, als auch 9 Kanubahnen ausgelegt werden können. Bei 2000 m gibt es feste Startpontons. Bei 1000 m, 500 m und 200 m können sowohl eine Startbrücke als auch einzelne Startpontons ausgelegt werden. Ursprünglich wurde ein vierstöckiger Zielturm aus Holz am südlichen Ufer gegenüber dem LLZ errichtet, der inzwischen aber durch einen Neubau am Nordufer ersetzt wurde. Eine Fußgängerbrücke mit Schiebeverschluss, die nur während der Veranstaltungen begehbar ist, verbindet die beiden Uferseiten.
Verkehrstechnisch ist die Regattastrecke direkt an der Autobahnausfahrt Hamburg-Allermöhe der Bundesautobahn 25 gelegen. Das Leistungszentrum liegt 2.300 m von der S-Bahn-Station Mittlerer Landweg entfernt. Es stehen große Flächen als Sattelplatz, Zeltplatz und Parkplatz rund um das Regattagelände zur Verfügung.

## Geschichte der Anlage
1966

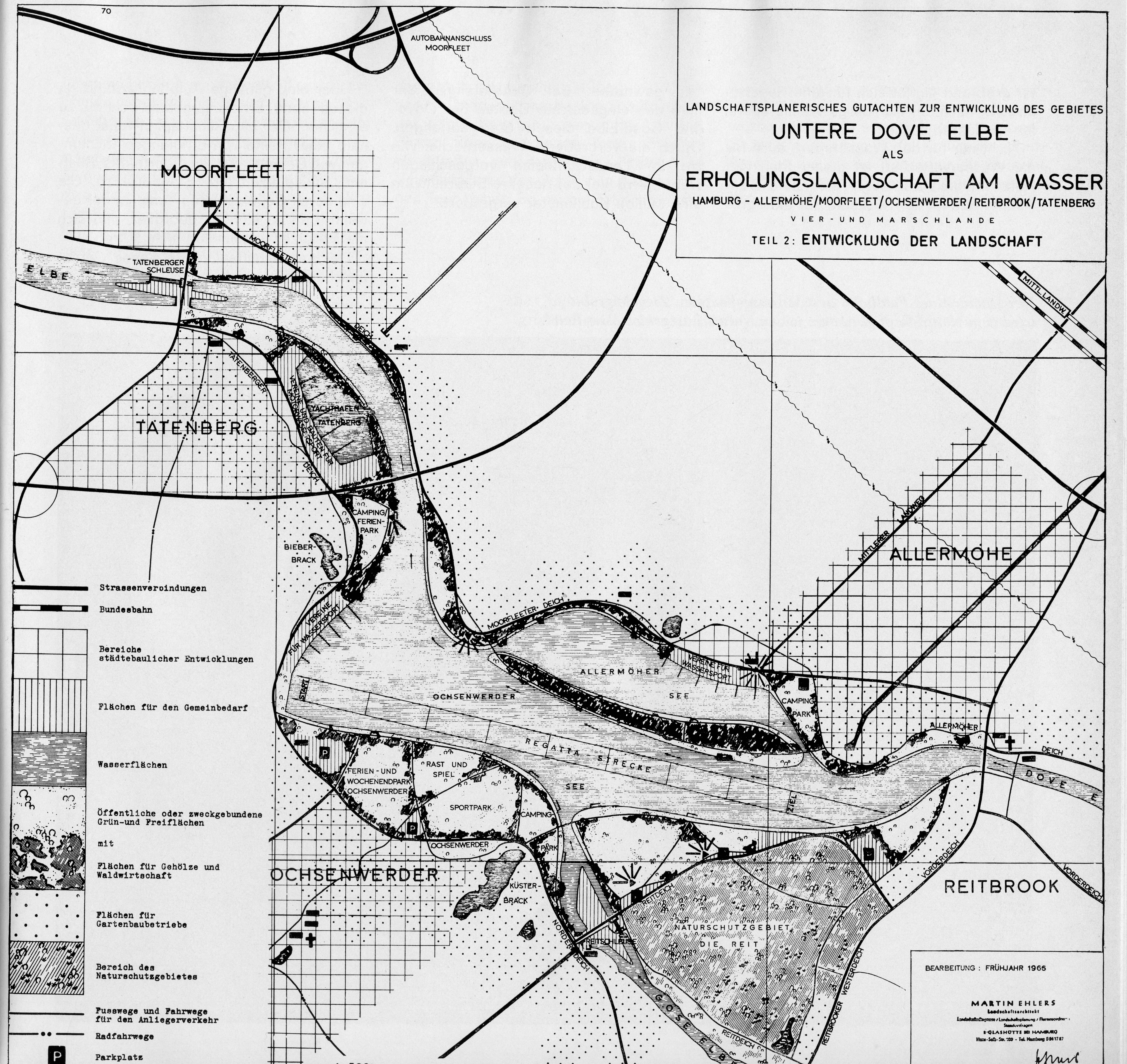
Landschaftsplanerisches Gutachten als Basis des Ausbaus der Regattastrecke (1966)

Am 20. Dezember 1966 titelt das Hamburger Abendblatt „Neue Regattastrecke für Hamburg – Großplan Sport-Alster im Südosten Hamburgs“. Innerhalb von 10 Jahren soll eine repräsentative, moderne Regattastrecke mit einem Freizeit- und Erholungszentrum entstehen. Die Umgestaltung von Gose und Dove Elbe soll durch den Abbau des in geringer Tiefe liegenden Kieses durch Saugbagger erfolgen.
1967
Im Frühjahr 1967 beschäftigt sich der Hamburger Senat mit dem Bau des Sport- und Erholungszentrums. Innensenator Heinz Ruhnau sieht die letzte Möglichkeit eine repräsentative Anlage für den Hamburger Wassersport zu schaffen und Bürgermeister Herbert Weichmann war besonders von den Plan des Naherholungszentrums angetan, da in dieser Weise neue Industriegebiete erschlossen werden könnten. Am 27. April 1967 besichtigt Innensenator Heinz Ruhnau auf einer Barkassenfahrt die Bauarbeiten. Die Rudervereine möchten ihre Klubhäuser an der Alster belassen und nur den Rennbetrieb verlagern. Zusätzlich zu der Regattastrecke soll auf Anregung des ADAC ein Jachthafen an der Dove Elbe entstehen.
1968
Die Umgestaltung der Flusslandschaft ist in vollem Gange. Mit einem Umzug der Ruderer von der Alster an die Dove Elbe wird für die Jahre 1972/73 gerechnet. Unklarheit besteht über die tatsächlichen Ausbaukosten, die auf zweieinhalb bis neun Millionen Deutsche Mark geschätzt werden.
1981

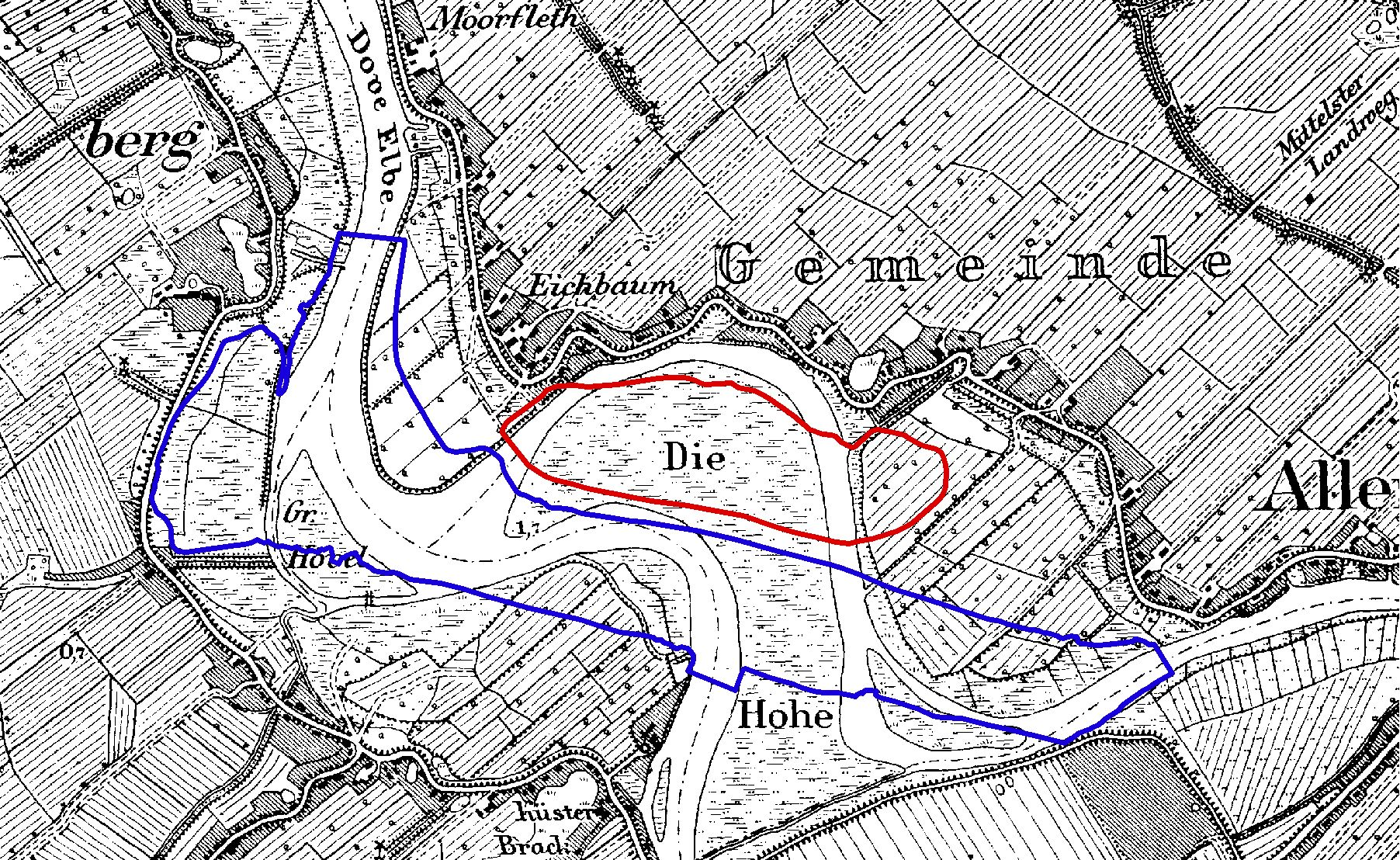
Karte zeigt ursprünglichen Verlauf von Dove und Gose Elbe (1880).
Blau: heutiger Gewässeruferverlauf, entstanden durch den Ausbau der Regattastrecke.
Rot: heutiger Eichbaumsee.

Weil der die Regattastrecke immer noch nicht restlos fertiggestellt ist, muss der Norddeutsche Ruderer Bund zum zweiten Mal mit der Internationalen Junioren Regatta im Mai nach Ratzeburg ausweichen.
1982
Das Hamburger Abendblatt schrieb am 8. April 1982: Viele Bürger erheben Protest gegen die Pläne für den Wassersport. Die Anlieger befürchten Ruhestörung durch die Besucherströme.
1983
Die 41. Hamburger Ruderregatta im Juni war der bisher umfangreichste Wettbewerb auf der neuen Regattastrecke. Es nahmen 1550 Sportler aus 100 Vereinen teil.
Im Juli fanden die Norddeutschen Kanu-Meisterschaften statt, im September die 48. Hamburger Ruderregatta.
1985
Im Juli wurden erstmals nach 49 Jahren wieder in Hamburg die Eichkranz-Rennen (B-Meisterschaften des Deutschen Ruderverbandes) ausgerichtet.
1986
Am 24. April weiht Innensenator Rolf Lange das neue Leistungszentrum ein. Für 1,6 Mio. Deutsche Mark wurde in zwölfmonatiger Bauzeit ein Bootshaus mit Regattabüro; Tagungs- und Umkleideräume errichtet. Der Ausbau der Anlagen auf der Regattastrecke kostete 400.000 Deutsche Mark. Der erste Zielturm am Südufer wurde von der Albingia-Versicherungsgesellschaft finanziert (Albingia-Turm).
10./11. Mai: Hamburg-Regatta
26./27. Juli: Match des Seniors mit Teilnehmern aus 20 Ländern
27./28. September: Norddeutschen Ruder-Meisterschaften
1987
2./7. September: Deutsche Kanu-Meisterschaften
1988
Am 24. Juni stimmte die Hamburgische Bürgerschaft im Rahmen der Etatberatungen dem 1,3 Mio. Deutsche Mark teuren Bau der Fußgängerbrücke über die Dove Elbe zu.
Am 13. Juli berät in einer Sondersitzung die Hamburger Innenbehörde über die von Umweltschützern während der Deutschen Rudermeisterschaften am 16./17. Juli angekündigten Demonstrationen. Die Polizei will mögliche Gegenmaßnahmen entwickeln. Die Bürgerinitiative hatte am 10. Juli den Moorfleeter Deich und die Autobahnabfahrt Allermöhe gesperrt. Bürgermeister Henning Voscherau besucht am 18. Juli die Deutschen Rudermeisterschaften und sagte in einem Interview: „Die Proteste der Umweltschützer sind friedlich und gefährden die Veranstaltung nicht. Hier herrscht trotz allem ein buntes Klima der Harmonie.“
1989
25./27. August: 10. Deutsche Meisterschaften im Kanu-Polo
1990
Im Sommer wird eine direkt über dem Wasser verlaufende Fußgängerbrücke über die Dove Elbe für 2,1 Mio. Deutsche Mark gebaut. Auf die umstrittene, hoch verlaufende Brücke mit ganzjähriger Durchgängigkeit sowie eine Landvorspülung mit einer Überbauung eines Feuchtgebietes wird verzichtet.
1999
24./25. Juli: Nations Cup, inoffizielle Weltmeisterschaft der U23-Ruderer
25./26. September: Norddeutsche Rudermeisterschaften
2000
6./8. September: Deutsche Kanumeisterschaften
2006
Erweiterung des Kraftraums und der Bootshalle.
2007
1./3. Juni: Internationale DRV-Junioren-Regatta
2008
Erweiterung des Hauptgebäudes um einen zweistöckigen Flügel mit Übernachtungszimmern für Sportgruppen, Arbeitsräume für Trainer, Räume für Veranstaltungen und Tagungen, weitere sanitäre Anlagen und um einen Pavillon mit Tagungs- und Ruheraumausbau.
31. Mai/1. Juni: Internationale DRV-Junioren-Regatta
27./28. September: Norddeutsche Ruder-Landesmeisterschaften
2009/2010

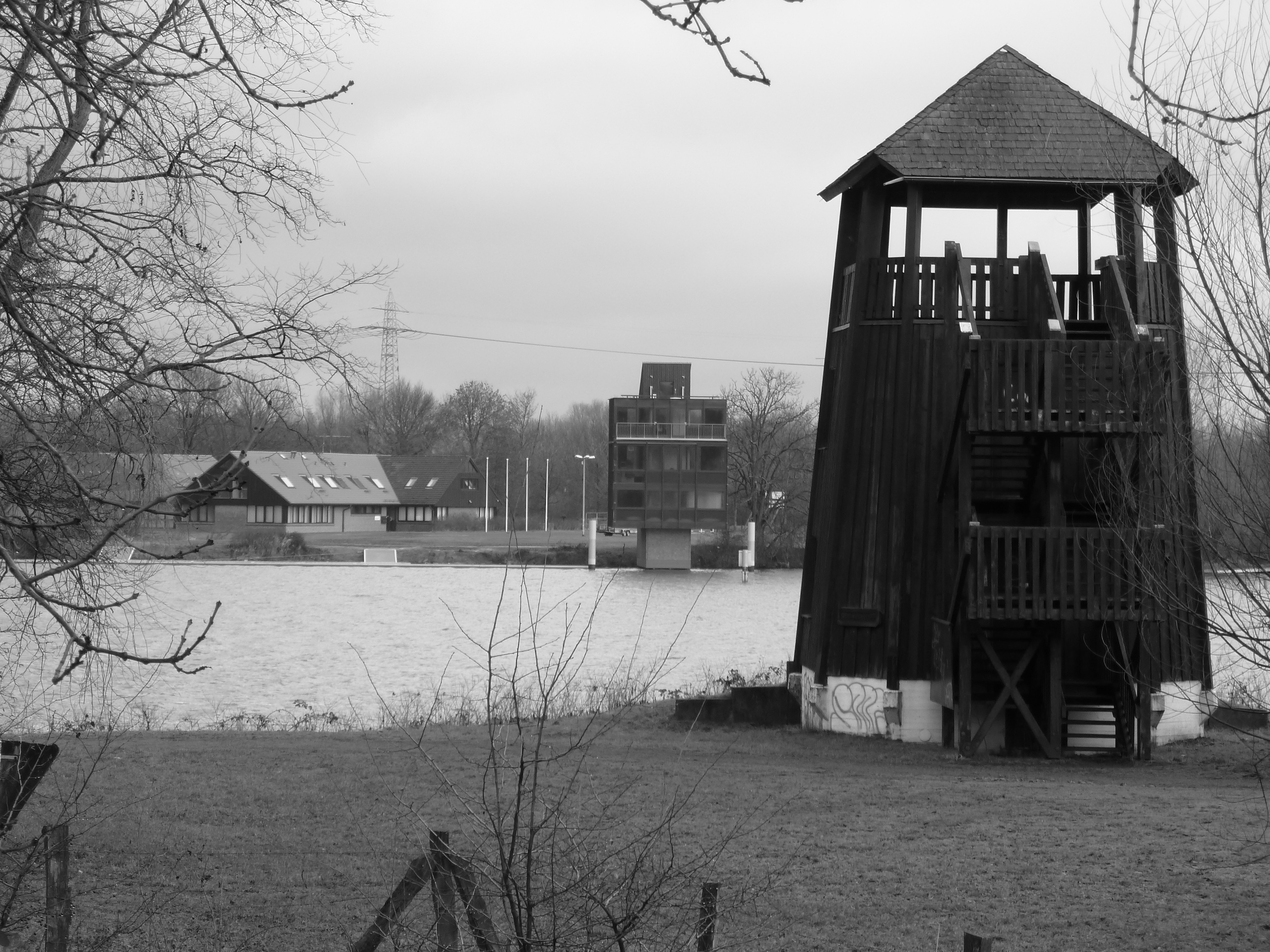
Alter (ca. 1986) und neuer Zielturm (2010)

Ab Oktober 2009 Umbau der Regattastrecke auf das neue 8-Bahnen-System der Ruderer. Dazu wird die Strecke vom Ziel an um 3° Richtung Norden geschwenkt, das Ziel kommt also weiter zur LLZ-Seite. Südlich der achten Bahn kommt eine zusätzliche Bahn für Kamera-Katamarane hinzu. Für den Kanusport wird es weiterhin ein Neun-Bahnen-System geben. Diese neun Bahnen können anstatt der Ruderbahnen 1 bis 6 ausgelegt werden.
Auf dem Gelände des LLZ wurde ein neuer Zielturm errichtet, um die Anlage zu einer kompakteren Einheit zu machen.

## Regatten

### Wichtige Regatten (unvollständig)
- 1986 Match des Seniors
- 1987 DM Kanu-Rennsport
- 1991 DM Kanu-Rennsport, erste Deutsche Kanu-Rennsport Meisterschaft nach der Wiedervereinigung.
- 1992 Junioren World Cup im Kanu-Rennsport, 33 Nationen am Start.
- 1996 DM Kanu-Rennsport
- 1999 der Nations Cup, die damals noch inoffizielle U23-WM der Ruderer
- 2002 DM Kanu-Rennsport
- 2004 World Rowing Masters Regatta
- 2007 DM Kanu-Rennsport
- 2010 Baltic Cup
- 2011 Ruder-Weltcup
- 2012 Deutsche Drachenbootmeisterschaften
- 2013 European Club Crew Championships Drachenboot
- 2014 Junioren-Weltmeisterschaften im Rudern
- 2014 Deutsche Kanu-Rennsport Meisterschaft
- 2018 Deutsche Kanu-Rennsport Meisterschaft
- 2021 Deutsche Kanu-Rennsport Meisterschaft

### Regelmäßige Regatten
- Kanu: Norddeutsche Meisterschaft
- Kanu: Hamburger Herbstregatta
- Rudern: Norddeutsche Meisterschaften
- Rudern: DRV-Junioren Regatta
- Segeln: Mittwochs Regatten der Baltischen Segler Vereinigung (BSV)
- Segeln: Insel Cup Yardstick Regatta und H-Jollen Rangliste BSV

## Kritik
Ende der 1980er Jahre führte der weitere Ausbau der Einrichtungen für die Regattastrecke und des Wasserparks Dove Elbe um den Eichbaumsee zu erheblicher Kritik bei den umliegenden Anwohnern, Landwirten und Naturschutzverbänden (Zusammenschluss zur Bürgerinitiative Wasserpark Dove Elbe), die insbesondere die Besucherbelastung durch die Badegäste und Veranstaltungen sowie die Erschließung und Beseitigung wertvoller Lebensräume beinhaltete.
Daraufhin kam es zu einer deutlich kleiner dimensionierten Fußgängerbrücke über die Dove Elbe zwischen dem Leistungszentrum und dem Zielturm, die zudem nur während der Regattaveranstaltungen durch ein bewegliches Mittelsegment geschlossen werden kann. Auf die beabsichtigte Erschließung und baulichen Anlagen (Wege- und Straßenbau, Brückenbau über die Gose Elbe, Parkplätze, größere Tribünenanlage, Campingplatz) südlich der Regattastrecke wurde verzichtet.
Zum Umbau der Regattastrecke 2009/2010 gab es einige Einwände der anliegenden Segelvereine und eines Kanuverleihs, die sich in ihrer Nutzung der Wasserstrecke eingeschränkt sahen.